# Ingela Bohlin
Ingela Jenny Bohlin (Lund, Suècia, 9 de novembre de 1970) és una soprano operística sueca.
Bohlin estudià a l'Acadèmia de Música de Malmö i a l'Acadèmia de l'Òpera d'Estocolm, on es va graduar el gener de 2002. Ha actuat a La Voix humaine de Poulenc, en obres de Händel com a Morgana a l'Alcina, com a Íole a l'Hercules i com a Asteria al Tamerlano (aquesta última amb Plácido Domingo), com a la primera dama i com a Pamina a La flauta màgica, com a Ismene a Mitridate i com a Susanna a Les noces de Fígaro de Mozart. Bohlin ha actuat diverses vegades a l'Acadèmia Vadstena i en escenaris com el Kulturhuset d'Estocolm, el teatre de Drottningholm i el Göteborgsoperan. Fora de Suècia ha actuat al festival d'Ais de Provença i a les òperes de Brussel·les i París. Als Estats Units, va debutar com a Fiordiligi a Così fan tutte a Chicago el 2002 i més tard va cantar el paper de Drusil·la a L'incoronazione di Poppea de Monteverdi.
És filla del musicòleg i director Folke Bohlin i de la directora de cor Eva Svanholm Bohlin i germana del director Ragnar Bohlin .